# 383. strelska divizija (ZSSR)
383. strelska divizija (izvirno rusko 383. стрелковая дивизия; kratica 383. SD) je bila strelska divizija Rdeče armade v času druge svetovne vojne.

## Zgodovina
Divizija je bila ustanovljena septembra 1941 v Stalinu.